# Adam Politzer
Adam Politzer (1. října 1835 Alberti – 10. srpna 1920 Vídeň) byl rakouský lékař, který vymyslel, jak vyléčit zánět středního ucha, na který se až do té doby umíralo. Nejenom, že založil obor „ušní, nosní, krční“, ale také vynalezl několik pomůcek, které se v tomuto oboru používají dodnes.

## Život
Rakouský lékař Adam Politzer je všeobecně považován za zakladatele oboru lékařství, kterému se říká otorhinolaryngologie, zkratka ORL (ušní, nosní, krční).
Založil jej vlastně tím, že zavedl do používání ušní zrcátko, jež krátce předtím vynalezl venkovský rakouský lékař dr. Hoffmann. Tak vznikla otorinolaryngologie jako speciální obor lékařství. V roce 1861 byl Adam Politzer na vídeňské univerzitě jmenován profesorem otorhinolaryngologie, v roce 1873 byla ve Vídni zřízena samostatná klinika ušního, nosního a krčního lékařství, jejímž přednostou se stal Politzer.
V roce 1863 Politzer zdokonalil vzdušnou sprchu (vstřikování vzduchu) do Eustachovy trubice (mezi nosohltanem a středním uchem) tím, že k ní přidal balónek. Samostatnou sprchu vynalezl Deleau, ale bez balónku dobře nefungovala. V roce 1865 Politzer uveřejnil atlas lidského bubínku za normálních i chorobných okolností, což bylo umožněno zavedením osvětleného ušního zrcátka.
Konečně v roce 1878 byla ve Stuttgartu vydána Politzerova kniha „Učebnice ušního lékařství“, což bylo základní dílo lékařského oboru ORL. Dokud neexistovalo ušní lékařství, děti často umíraly na středoušní záněty a jejich komplikace a dnes jsou to jen banální záležitosti. Ani nitrolební komplikace ušních zánětů, jako jsou abscesy, nejsou zdaleka tak život ohrožující jako byly před Adamem Politzerem.
Specializace ušního, nosního a krčního lékařství závisela na vyvinutí technických vyšetřovacích prostředků těchto těžce přístupných orgánů.